# 中山村 (広島県)
中山村（なかやまむら）は、かつて広島県安芸郡に存在した村である。1889年（明治22年）の町村制発足により設置され、1956年（昭和31年）4月1日、広島市に編入合併して消滅した。

## 地理
- 旧村域は現在の中山地区（町名に「中山」を冠する広島市東区の町）にほぼ相当する（他に矢賀地区および戸坂地区の一部も含む）。
- 戸坂町（現在の東区戸坂）の東南、中山川に沿って南に開けた狭い谷間の村である。谷の入口には中山貝塚遺跡が所在するため、太古の時代には海辺の集落であったと考えられている。
- 北に広島市戸坂町、西に牛田町、南に尾長町および矢賀町、東に安芸郡安芸町に隣接する（安芸町は後に広島市に合併され、現在はこれらすべての町が東区に編入されている）。

## 歴史

### 古代・中世
古代の山陽道は中山村の谷あいの道を北上し、戸坂峠を越えて戸坂村に至り、太田川を渡るルートをたどっていた。室町時代、この村は近隣の戸坂・牛田・矢賀などと同様、安芸国守護である武田氏支配下にあり、この地には武田氏重臣と伝える中山氏が居住していた。その後村は武田氏滅亡（1541年）の前後から毛利氏の支配下に入った。

### 近世
近世の中山村は「土地合不宜」（国郡志下調書出帳）とされており、日照りや洪水などに悩まされ、米作・棉作以外には見るべき産業が育たなかったという。

### 近代
1889年（明治22年）の町村制発足により安芸郡中山村が設置されたが、上記のような事情から多数の海外移民を送出する村となった（旧中山小学校の運動場は移民者の寄附によるものである）。1915年（大正4年）に村内を南北に貫く芸備鉄道（現在のJR芸備線）が開通し、1929年（昭和4年）には中山駅が設置されるが、1941年（昭和16年）に廃止され短命に終わる。また大正末期以降、農家の副業として養蚕が盛んになった。そして1956年（昭和31年）広島市への編入合併に至る。

## 沿革
- 1889年（明治22年）4月1日 ： 町村制発足により安芸郡中山村が設置。
- 1956年（昭和31年）4月1日 ： 広島市に編入し消滅。旧村域は「中山町」となる。

## 大字
近世以来の「中山村」がそのまま町村制による中山村に移行したため、大字は編成されなかった。

## 各種施設・企業（1956年4月時点）
学校
- 安芸郡中山村立中山小学校 ： 1876年（明治9年）3月1日「中山学校」として設立。合併により現校名広島市立中山小学校となる。

郵便局
- 中山郵便局 ： 1946年（昭和21年）設置。

## 合併後の状況
- 現況については中山地区を参照されたい。
- 広島市への合併後、旧中山村域はそのまま「広島市中山町」となった。1960年代半ば頃から鏡が丘団地の造成など宅地化が進行し人口が急増した。
- 旧村域の一部は矢賀地区・戸坂地区に編入され、1979年（昭和54年）の町名変更によって中山町は中山南・西・東・中町・鏡が丘・上・北町・新町などに分割され現在に至っている。

## 関連書籍
- 『広島県の地名』（日本歴史地名大系 第35巻） 平凡社、1982年
- 『角川日本地名大辞典 第34巻 ： 広島県』 角川書店、1987年 ISBN 4040013409